# Plinio (serie de televisión)
Plinio fue una serie de televisión, emitida por TVE en 1972, basada en las novelas de Francisco García Pavón. Fue rodada en color, lo que suponía una auténtica novedad en la televisión española de la época.

## Argumento
Manuel González Rodrigo, alias Plinio es un viejo policía municipal de Tomelloso, un pequeño pueblo de la España rural. Semana tras semana, con la ayuda de Don Lotario se enfrenta a la resolución de un crimen o delito que siempre acaba solucionando por sus "pálpitos" y sus profundos conocimientos de la zona.

## Reparto
- Antonio Casal (Plinio)
- Alfonso del Real (Don Lotario)
- María Isbert (La Rocío)
- Antonio Gamero (Cabo Maleza)
- José Franco
- Manuel Alexandre
- Francisco Vidal
- Manuel Andrés